# Opéra imaginaire
Pour plus de détails, voir Fiche technique et Distribution.
Opéra imaginaire est un long-métrage d'animation musical produit par Pascavision et sorti en 1993. Il est constitué de douze courts-métrages, reliés entre eux par de courtes séquences réalisées par Pascal Roulin.

## Synopsis
Le mystérieux propriétaire d'un opéra illustre pour les spectateurs quelques airs lyriques célèbres.

## Courts métrages
1. « Ridi, Pagliaccio », extrait de Pagliacci (en français Paillasse) de Ruggero Leoncavallo, réalisé par Ken Lidster. 
Pagliaccio découvre que sa femme Colombine le trahit pendant le spectacle. Fou de douleur il la tue.
2. « La donna è mobile », extrait de Rigoletto de Giuseppe Verdi, réalisé par Monique Renault. 
Le duc libertin chante son amour pour les femmes. Lui apparaissent en défilé les femmes représentées dans des tableaux célèbres (Olympia, Le Bain turc…).
3. « Avec la garde montante » (chœur), extrait de Carmen de Georges Bizet, réalisé par Pascal Roulin. 
Carmen lit dans les cartes de tarot et un défilé de petits soldats, squelettes, bandits et toreros passe sous ses yeux.
4. « Voi che sapete », extrait des Noces de Figaro de Wolfgang Amadeus Mozart, réalisé par Pascal Roulin. 
La comtesse Almaviva et Susanna, pour se venger du comte, décident de se faire aider par Cherubino et l'habillent en femme pour jouer un tour à Almaviva.
5. « Un bel dì vedremo », extrait de Madame Butterfly de Giacomo Puccini, réalisé par Jonathan Hills.  
Cio-cio-san attend l'arrivée de Pinkerton et rêve à ce jour. Mais elle se rend compte qu'elle n'est qu'un jouet pour l'officier américain… un papillon épinglé dans une collection…
6. « Au fond du temple saint » (duo), extrait des Pêcheurs de perles de Bizet, réalisé par Jimmy Murakami. 
Un pêcheur trouve une perle et grâce à elle rêve d'épouser son aimée. Mais celle-ci est déjà promise à un autre…
7. « Du also bist mein Braütigam ? », extrait de La Flûte enchantée de Mozart, réalisé par Raimund Krumme. 
Pamina, croyant que Tamino ne l'aime plus veut se suicider mais elle est arrêtée par les trois garçons (représentés par une sphère, un cube et un cône) qui l'amènent à Tamino.
8. « Questo è un nodo avviluppato » (sextuor), extrait de La Cenerentola de Gioachino Rossini, réalisé par Stephan Palmer. 
Don Ramiro et Dandini se rendent au château de Don Magnifico et le prince reconnaît en Angelina la belle dame voilée. Cenerentola, confuse, ne sait plus qui est Ramiro. Dans un jeu de masques elle voit Ramiro devenir ses demi-sœurs et le page Dandini devenir son beau-père don Magnifico… mais que se passe-t-il ?
9. Le Veau d'or, extrait de Faust de Charles Gounod, réalisé par Hilary Audus. 
Le diable, Mephistofeles, montre dans un spectacle de marionnettes comment il a corrompu l'âme de Faust et abîmé celle de Marguerite.
10. « Noi siamo zingarelle » (chœur), extrait de La Traviata de Verdi, réalisé par Guionne Leroy. 
Sur la table du déjeuner il y a une grande fête autour de la tarte. Un groupe de petits fours, de cocktails et de crèmes, non invités, viennent participer et transforment la tarte qui n'avait aucune décoration, en un gâteau magnifique.
11. Duo des fleurs, extrait de Lakmé de Léo Delibes, réalisé par Pascal Roulin. 
Lakmé et Gerald se rencontrent dans le temple et tombent amoureux.
12. « E lucevan le stelle », extrait de Tosca de Puccini, réalisé par José Abel. 
Mario Cavaradossi est conduit sur la terrasse du château Saint-Ange pour être exécuté. Pendant ce temps, la Tosca, sa compagne, tue le cruel baron Scarpia à l'intérieur du Palais Farnese tandis que l'ange de la mort emporte Mario dans les étoiles.

Les génériques de début et de fin sont accompagnés de l'air "Je crois entendre encore" de l'opera Les Pêcheurs de perles de Georges Bizet.